# Коберн, Клод
Френсис Клод Коберн (англ. Francis Claud Cockburn; 12.04.1904, Пекин — 15.12.1981) — британский журналист и писатель, известный своими прокоммунистическими симпатиями.
Родился в семье британского дипломата Генри Коберна (en:Henry Cockburn (consul)) и его супруги Элизабет Гордон (урождённой Стивенсон).
Приходился родственником Ивлину Во.
После окончания Оксфорда (бакалавр искусств) работал зарубежным корреспондентом «The Times» в США и Германии — до 1933 года, когда он стал основателем левонаправленной «The Week» (будет закрыт в 1941 году). В годы Гражданской войны в Испании был — по просьбе генсека Коммунистической партии Великобритании Г. Поллита — репортёром «Daily Worker» как рядовой солдат.
В 1947 году переехал в Ирландию, где сотрудничал с «The Irish Times».
Также писал под псевдонимом для «The Morning Star».
Автор романа «Превышение кредита славы» и др. книг.
Состоял членом Компартии Великобритании.
«Не верь ничему, пока не поступит официальное опровержение», — его часто цитируемое высказывание.
Был женат трижды — на журналистках.
Его внучка — американская актриса Оливия Уайлд (1984 г. р.).